# صغار الحيتان يغنون في الرمال
صغار الحيتان يغنون في الرمال (باليابانية: クジラの子らは砂上に歌う، بالروماجي: Kujira no Kora wa Sajō ni Utau) (بالإنجليزية: Whale Calves Sing on the Sand)‏ هي سلسلة مانغا من تأليف ورسم آبي أوميدا نشرت أكيتا شوتين في مجلة مجلة ميستري بونيتا الشهرية [الإنجليزية]، منذ 6 يناير عام 2013 حتى 6 يناير عام 2023،  تم تجمع فصول المانغا في 23 مجلد تانكوبون. أنتجت إلى مسلسل أنمي تلفزيوني من قبل استوديو جاي سي ستاف، عرض الأنمي في 8 أكتوبر عام 2017 واستمر عرضه حتى 24 ديسمبر عام 2017، وتكون من 12 حلقة.

## القصة
تدور أحداث القصة عن فتى يدعى تشاكورو يعيش على متن سفينة عملاقة تسمى حوت الطين التي تنجرف فوق بحر الرمال. في السفينة ينقسم المجتمع إلى نوعين من الناس "المميزون" الذين يمكنهم تحريك الأشياء بعقولهم باستخدام قوة غريبة تسمى "الثيميا"، على حساب تقصير عمرهم، "وغير المميزين" الأشخاص الذين يفتقرون إلى الثيميا ولكنهم يتمتعون بأعمار أطول. لم يسبق لـ تشاكورو وأصدقاؤه رؤية أي شخص من العالم الخارجي، ويقضون أيامهم مشتاقين لاستكشافه والتعرف عليه. في أحد الأيام تنجرف السفينة إلى جزيرة منعزلة ويجد تشاكورو على الجزيرة فتاة، لتبدأ مغامرة تغير حياة الجميع.

## الشخصيات
تشاكورو (باليابانية: チャクロ، بالروماجي: Chakuro)
أداء صوتي: ناتسوكي هاناي
ليكوس (باليابانية: リコス، بالروماجي: Rikosu)
أداء صوتي: ماناكا إيوامي
أوني' (باليابانية: オウニ، بالروماجي: Ouni)
أداء صوتي: يويتشيرو أوميهارا
سو (باليابانية: スオウ، بالروماجي: Suō)
أداء صوتي: نوبوناغا شيمازاكي
غينشو (باليابانية: ギンシュ، بالروماجي: Ginshu)
أداء صوتي: ميكاكو كوماتسو
ليونتاري (باليابانية: リョダリ، بالروماجي: Ryodari)
أداء صوتي: دايكي ياماشيتا
شوان (باليابانية: シュアン، بالروماجي: Shuan)
أداء صوتي: هيروشي كاميا
سامي (باليابانية: サミ، بالروماجي: Sami)
أداء صوتي: هيساكو كانيموتو
كيتشا (باليابانية: キチャ، بالروماجي: Kicha)
أداء صوتي: كريستينا في
تايشا (باليابانية: タイシャ، بالروماجي: Taisha)
أداء صوتي: آن ياتكو

## وصلات خارجية
- صغار الحيتان يغنون في الرمال على موقع ANN manga (الإنجليزية)